# جين إليزابيث ووترستون
الدكتورة جين إليزابيث ووترستون (ولدت في 1843- وتوفيت في 7 ديسمبر 1932) هي معلمة اسكتلندية وأول طبيبة في جنوب إفريقيا.

## الحياة
ولدت ووترستون في إينفيرنيس عام 1843. كان والدها يدير بنك كالدونيان في إينفيرنيس. عملت كمعلمة في اسكتلندا ثم كلفت بوظيفة المشرفة الأولى لقسم الفتيات في معهد لوفديل التبشيري في جنوب إفريقيا. وصلت إلى جنوب إفريقيا في يناير 1867 للعمل مع الدكتور جيمس ستيوارت الذي قاد البعثة. افتتحت مؤسسة لوفديل للفتيات في 23 أغسطس 1868.
عملت في جنوب أفريقيا حتى عام 1873، عندما عادت لتتولى المهمة الصعبة المتمثلة في الحصول على تدريب طبي في إنجلترا. كانت ووترستون متحمسة من الأخبار التي تفيد بالسماح للنساء بالعمل كأطباء. كانت محظوظة لكونها واحدة من أوائل النساء اللاتي تدربن في كلية لندن للطب للنساء حيث حصلت على شهادتها في الطب عام 1880
بعد اكتمال فترة التدريب ذهبت إلى إرسالية كنيسة ليفينجستونيا الحرة التي كانت في ذلك الوقت في كيب ماكلير على شواطئ بحيرة ملاوي. وأصيبت بخيبة أمل عندما رأت قلة احترام المبشرين الذكور للسكان الأفارقة وكذلك قلة احترام المبشرين الذكور لها واتهموها بالقدوم إلى البعثة للعثور على زوج.
في عام 1880 عادت إلى بعثة لوفديل لمدة ثلاث سنوات قبل أن تصبح طبيبة في كيب تاون. وعاشت جزئيًا كمتخصص اجتماعي، وتمكنت من إرسال الأموال إلى اسكتلندا حيث كانت عائلتها عاطلة عن العمل، بعد افلاس بنك كالدونيان في عام 1878.

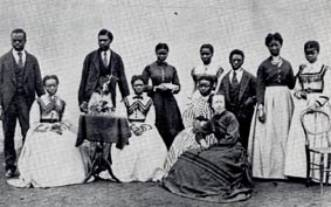
ووترستون وطلابها

عملت ووترستون مع الفقراء وأنشأت «فرع السيدات في المستوصف المجاني».وأصرت ووترستون على أن الأمهات المستفيدات يجب أن يتزوجن على الرغم من أن الطفل قد يكون قد ولد قبل الزواج. اعتنت المنظمة بالأمهات ودربت القابلات على مواصلة العمل.
في بلومفونتين، كانت جزءًا من لجنة مكونة من ستة أعضاء عينها وزير الحرب البريطاني للتحقيق في الظروف في معسكرات الاعتقال
لعملها الدؤوب، مُنحت ووترستون اسم نوكاتاكا، «أم النشاط». في عام 1925 أصبحت ثاني امرأة تحصل على زمالة الكلية الملكية للأطباء في أيرلندا. في عام 1929، حصلت ووترستون على درجة الدكتوراه في القانون من جامعة كيب تاون. توفيت ووترستون في كيب تاون عام 1932.